# Lista de medalhistas dos Jogos Pan-Americanos no levantamento de peso
Esta é a lista completa dos medalhistas dos Jogos Pan-Americanos no levantamento de peso de 1951 a 2023. Na edição de 1971, foram dadas medalhas para cada categoria de peso no desenvolvimento militar, arranque, arremesso e total.

## Masculino

### Peso-mosca
- –52 kg (1971–1991)
- –54 kg (1995)

| Jogos                       | Ouro                      | Prata                       | Bronze                      |
| --------------------------- | ------------------------- | --------------------------- | --------------------------- |
| Cáli 1971 (Desenvolvimento) | Roberto Lindeborg (AHO)   | Chun Hon Chan (CAN)         | A. Garcia (PUR)             |
| Cáli 1971 (Arranque)        | Chun Hon Chan (CAN)       | Juan Romero (COL)           | Lester Francel (COL)        |
| Cáli 1971 (Arremesso)       | Juan Romero (COL)         | Lester Francel (COL)        | Roberto Lindeborg (AHO)     |
| Cáli 1971 (Total)           | Juan Romero (COL)         | Roberto Lindeborg (AHO)     | Chun Hon Chan (CAN)         |
| Cidade do México 1975       | Francisco Casamayor (CUB) | Narcisco Orán (PAN)         | Lázaro de la Cruz (DOM)     |
| San Juan 1979               | Francisco Casamayor (CUB) | José Díaz (PAN)             | Samuel Alexis Vázquez (VEN) |
| Caracas 1983                | Juan Hernández (CUB)      | Humberto Fuentes (VEN)      | Ader Rincones (VEN)         |
| Indianápolis 1987           | Juan Hernández (CUB)      | Humberto Fuentes (VEN)      | Jose Farfán (VEN)           |
| Havana 1991                 | Héctor Arzola (CUB)       | Humberto Fuentes (VEN)      | Orlando Vásquez (NIC)       |
| Mar del Plata 1995          | Jesús Aparicio (CUB)      | Juan Carlos Fernández (COL) | Orlando Vásquez (NIC)       |

### Peso-galo
- –56 kg (1951–1967)
- –56 kg (1971–1991)
- –59 kg (1995)
- –56 kg (1999–2015)
- –61 kg (2019)

| Jogos                       | Ouro                     | Prata                   | Bronze                      |
| --------------------------- | ------------------------ | ----------------------- | --------------------------- |
| Buenos Aires 1951           | Joseph DePietro (USA)    | José Crespo (CUB)       | Marcelino Salas (MEX)       |
| Cidade do México 1955       | Charles Vinci (USA)      | Ángel Famiglietti (PAN) | Ignacio Suárez (CUB)        |
| Chicago 1959                | Charles Vinci (USA)      | Ángel Famiglietti (PAN) | Grantley Sobers             |
| São Paulo 1963              | Martin Dias              | Hector Curiel (AHO)     | Gary Hanson (USA)           |
| Winnipeg 1967               | Fernando Báez (PUR)      | Anthony Phillips (BAR)  | Martin Dias (Guiana)        |
| Cáli 1971 (Desenvolvimento) | Fernando Báez (PUR)      | Anthony Phillips (BAR)  | Rolando Chang (CUB)         |
| Cáli 1971 (Arranque)        | Rolando Chang (CUB)      | Carlos Lastre (CUB)     | Jesús Conde (MEX)           |
| Cáli 1971 (Arremesso)       | Rolando Chang (CUB)      | Carlos Lastre (CUB)     | Fernando Báez (PUR)         |
| Cáli 1971 (Total)           | Rolando Chang (CUB)      | Fernando Báez (PUR)     | Carlos Lastre (CUB)         |
| Cidade do México 1975       | Carlos Lastre (CUB)      | Paulo de Sene (BRA)     | Fernando Báez (PUR)         |
| San Juan 1979               | Daniel Núñez (CUB)       | Lázaro de la Cruz (DOM) | Francisco Benítez (MEX)     |
| Caracas 1983                | Aristóteles Soler (CUB)  | José Ramírez (DOM)      | Porfirio de León (PUR)      |
| Indianápolis 1987           | Pedro Negrín (CUB)       | Tolentino Murillo (COL) | Cristian Rivera (DOM)       |
| Havana 1991                 | William Vargas (CUB)     | José Farfán (VEN)       | Carlos David (COL)          |
| Mar del Plata 1995          | William Vargas (CUB)     | Bryan Jacob (USA)       | Roger Berrio (COL)          |
| Winnipeg 1999               | Sergio Álvarez (CUB)     | Nelson Castro (COL)     | Juan Carlos Fernández (COL) |
| Santo Domingo 2003          | Nelson Castro (COL)      | Tomas Aquino (DOM)      | David Mendoza (HON)         |
| Rio 2007                    | Sergio Álvarez (CUB)     | Marvin López (ESA)      | Jaime Iturra (CHI)          |
| Guadalajara 2011            | Sergio Álvarez (CUB)     | Sergio Rada (COL)       | José Montes (MEX)           |
| Toronto 2015                | Habib de las Salas (COL) | Carlos Berna (COL)      | Luis García (DOM)           |
| Lima 2019                   | Francisco Mosquera (COL) | Jhon Serna (COL)        | Antonio Vázquez (MEX)       |

### Peso-pena
- –60 kg (1951–1991)
- –64 kg (1995)
- –62 kg (1999–2015)
- –67 kg (2019)
- –61 kg (2023)

| Jogos                       | Ouro                                     | Prata                    | Bronze                 |
| --------------------------- | ---------------------------------------- | ------------------------ | ---------------------- |
| Buenos Aires 1951           | Rodney Wilkes (TRI)                      | Richard Greenawalt (USA) | Joseph Charlot (HAI)   |
| Cidade do México 1955       | Carlos Chávez (PAN)                      | Yas Kuzuhara (USA)       | Edmundo Álvarez (MEX)  |
| Chicago 1959                | Isaac Berger (USA)                       | Maurice King             | Mauro Alanís (MEX)     |
| São Paulo 1963              | Isaac Berger (USA)                       | Pedro Serrano (PUR)      | Ildefonso Lee (PAN)    |
| Winnipeg 1967               | Walter Imahara (USA)                     | Manuel Mateos (MEX)      | Ildefonso Lee (PAN)    |
| Cáli 1971 (Desenvolvimento) | Manuel Mateos (MEX)                      | Ildefonso Lee (PAN)      | Ignacio Guanche (CUB)  |
| Cáli 1971 (Arranque)        | Ildefonso Lee (PAN)                      | Ignacio Guanche (CUB)    | Manuel Mateos (MEX)    |
| Cáli 1971 (Arremesso)       | Manuel Mateos (MEX)                      | Ignacio Guanche (CUB)    | Carlos Suarez (COL)    |
| Cáli 1971 (Total)           | Manuel Mateos (MEX)                      | Ignacio Guanche (CUB)    | Ildefonso Lee (PAN)    |
| Cidade do México 1975       | Rolando Chang (CUB)                      | Andrés Santoyo (MEX)     | Elkin Velázquez (COL)  |
| San Juan 1979               | Víctor Pérez (CUB)                       | Phillip Sanderson (USA)  | Ángel García (DOM)     |
| Caracas 1983                | Hildemar Rodríguez (VEN)                 | Abdel González (COL)     | Ángel García (DOM)     |
| Indianápolis 1987           | Gabriel Enseñat (CUB) Julio Loscos (CUB) | nenhum                   | Gilles Desmarais (CAN) |
| Havana 1991                 | Pedro Negrín (CUB)                       | Bryan Jacob (USA)        | John Salazar (COL)     |
| Mar del Plata 1995          | Idalberto Aranda (CUB)                   | Gustavo Majauskas (ARG)  | Henry Blanco (VEN)     |
| Winnipeg 1999               | Roger Berrio (COL)                       | Marvin Jiménez (GUA)     | Legrand Sakamaki (GUA) |
| Santo Domingo 2003          | Diego Salazar (COL)                      | Vladimir Rodríguez (CUB) | Israel Rubio (VEN)     |
| Rio 2007                    | Diego Salazar (COL)                      | Miñan Mogollon (PER)     | David Mendoza (HON)    |
| Guadalajara 2011            | Óscar Figueroa (COL)                     | Jesús López (VEN)        | Diego Salazar (COL)    |
| Toronto 2015                | Óscar Figueroa (COL)                     | Francisco Mosquera (COL) | Jesús López (VEN)      |
| Lima 2019                   | Jonathan Muñoz (MEX)                     | Edgar Pineda (GUA)       | Luis Bardalez (PER)    |
| Santiago 2023               | Arley Calderón (CUB)                     | Víctor Güemez (MEX)      | Luis Bardalez (PER)    |

### Peso-leve
- –67.5 kg (1951–1991)
- –70 kg (1995)
- –69 kg (1999–2015)
- –73 kg (2019)
- –73 kg (2023)

| Jogos                       | Ouro                           | Prata                      | Bronze                     |
| --------------------------- | ------------------------------ | -------------------------- | -------------------------- |
| Buenos Aires 1951           | Joe Pitman (USA)               | Carl de Souza (TRI)        | Hugo D'Atri (ARG)          |
| Cidade do México 1955       | Joe Pitman (USA)               | Ambrose Cornet (AHO)       | Emilio González (ARG)      |
| Chicago 1959                | Juan Torres (CUB)              | Paul Goldberg (USA)        | Alberto Gumbs (PAN)        |
| São Paulo 1963              | Tony Garcy (USA)               | Rudy Monk (AHO)            | Roudolph Cox (BAR)         |
| Winnipeg 1967               | Pastor Rodríguez (CUB)         | Hugo Gittens (TRI)         | Arnaldo Muñoz (CUB)        |
| Cáli 1971 (Desenvolvimento) | José Martínez (COL)            | Pastor Rodríguez (CUB)     | Cipriano Gutierrez (COL)   |
| Cáli 1971 (Arranque)        | Pastor Rodríguez (CUB)         | Victor Lopez (PUR)         | James Benjamin (USA)       |
| Cáli 1971 (Arremesso)       | James Benjamin (USA)           | Pastor Rodríguez (CUB)     | Victor Lopez (PUR)         |
| Cáli 1971 (Total)           | Pastor Rodríguez (CUB)         | James Benjamin (USA)       | José Martínez (COL)        |
| Cidade do México 1975       | Roberto Urrutia (CUB)          | Dan Cantore (USA)          | Amaury Cordero (DOM)       |
| San Juan 1979               | Mario Ricardo Villalobos (CUB) | David Jones (USA)          | Garry Bratty (CAN)         |
| Caracas 1983                | Julio Loscos (CUB)             | Francisco Alleguez (CUB)   | Claude Dallaire (CAN)      |
| Indianápolis 1987           | Raúl Mora (CUB)                | Víctor Echevarría (CUB)    | Langis Côté (CAN)          |
| Havana 1991                 | Víctor Echevarría (CUB)        | Eyne Acevedo (COL)         | José Medina (VEN)          |
| Mar del Plata 1995          | Rafael Gómez (CUB)             | Eyne Acevedo (COL)         | Tim McRae (USA)            |
| Winnipeg 1999               | Jonny González (COL)           | Heriberto Barbosa (COL)    | Alexi Batista (PAN)        |
| Santo Domingo 2003          | Yordanis Borrero (CUB)         | Amílcar Pernia (VEN)       | Aristóteles Fuentes (CUB)  |
| Rio 2007                    | Yordanis Borrero (CUB)         | Edwin Mosquera (COL)       | Ricardo Flores (ECU)       |
| Guadalajara 2011            | Israel Rubio (VEN)             | Junior Sánchez (VEN)       | Doyler Sánchez (COL)       |
| Toronto 2015                | Luis Javier Mosquera (COL)     | Bredni Roque (MEX)         | Francis Luna-Grenier (CAN) |
| Lima 2019                   | Julio Mayora (VEN)             | Luis Javier Mosquera (COL) | Julio Cedeño (DOM)         |
| Santiago 2023               | Julio Mayora (VEN)             | Luis Javier Mosquera (COL) | Jorge Cárdenas (MEX)       |

### Peso-médio
- –75 kg (1951–1991)
- –76 kg (1995)
- –77 kg (1999–2015)
- –81 kg (2019)
- –89 kg (2023)

| Jogos                       | Ouro                      | Prata                      | Bronze                   |
| --------------------------- | ------------------------- | -------------------------- | ------------------------ |
| Buenos Aires 1951           | Pete George (USA)         | Ángel Sposato (ARG)        | Emerson Holder (PAN)     |
| Cidade do México 1955       | Pete George (USA)         | Julián Suárez (CUB)        | Don Heron (JAM)          |
| Chicago 1959                | Tommy Kono (USA)          | Nazih Kerbage (ARG)        | Fred Marville            |
| São Paulo 1963              | Joe Puleo (USA)           | José Manuel Figueroa (PUR) | Pierre St.-Jean (CAN)    |
| Winnipeg 1967               | Russell Knipp (USA)       | Koji Michi (BRA)           | Luiz de Almeida (BRA)    |
| Cáli 1971 (Desenvolvimento) | Russell Knipp (USA)       | Abel López (CUB)           | Keith Adams (CAN)        |
| Cáli 1971 (Arranque)        | Abel López (CUB)          | Russell Knipp (USA)        | Stanley Bailey (TTO)     |
| Cáli 1971 (Arremesso)       | Russell Knipp (USA)       | Abel López (CUB)           | Stanley Bailey (TTO)     |
| Cáli 1971 (Total)           | Russell Knipp (USA)       | Abel López (CUB)           | Stanley Bailey (TTO)     |
| Cidade do México 1975       | Ignacio Guanche (CUB)     | James Napier (USA)         | Daniel Robitaille (CAN)  |
| San Juan 1979               | Roberto Urrutia (CUB)     | Eric Rogers (CAN)          | Rogelio Weatherbee (MEX) |
| Caracas 1983                | Julio Echenique (CUB)     | Jacques Demers (CAN)       | Cal Schake (USA)         |
| Indianápolis 1987           | Pablo Lara (CUB)          | Francisco Alleguez (CUB)   | Roberto Urrutia (USA)    |
| Havana 1991                 | Pablo Lara (CUB)          | Álvaro Velasco (COL)       | Jorge Kassar (VEN)       |
| Mar del Plata 1995          | Pablo Lara (CUB)          | Álvaro Velasco (COL)       | Walter Llerena (ECU)     |
| Winnipeg 1999               | Idalberto Aranda (CUB)    | Walter Llerena (ECU)       | Oscar Chaplin III (USA)  |
| Santo Domingo 2003          | Chad Vaughn (USA)         | Ferney Manzano (COL)       | Octavio Mejías (VEN)     |
| Rio 2007                    | Iván Cambar (CUB)         | José Ocando (VEN)          | Octavio Mejías (VEN)     |
| Guadalajara 2011            | Iván Cambar (CUB)         | Ricardo Flores (ECU)       | Chad Vaughn (USA)        |
| Toronto 2015                | Addriel Garcia Lao (CUB)  | Junior Sánchez (VEN)       | Jhor Moreno (COL)        |
| Lima 2019                   | Brayan Rodallegas (COL)   | Zacarías Bonnat (DOM)      | Harrison Maurus (USA)    |
| Santiago 2023               | Keydomar Vallenilla (VEN) | Yeison López (COL)         | Olfides Sáez (CUB)       |

### Peso pesado-ligeiro
- –82.5 kg (1951–1991)
- –83 kg (1995)
- –85 kg (1999–2015)

| Jogos                       | Ouro                     | Prata                     | Bronze                   |
| --------------------------- | ------------------------ | ------------------------- | ------------------------ |
| Buenos Aires 1951           | Stanley Stanczyk (USA)   | Osvaldo Forte (ARG)       | Orlando Garrido (CUB)    |
| Cidade do México 1955       | Tommy Kono (USA)         | Osvaldo Forte (ARG)       | Julian Pemberton (AHO)   |
| Chicago 1959                | Jim George (USA)         | Enrique Guittens (VEN)    | Fernando Torres (PUR)    |
| São Paulo 1963              | Tommy Kono (USA)         | Fortunato Rijna (AHO)     | Mike Lipari (CAN)        |
| Winnipeg 1967               | Joe Puleo (USA)          | Víctor Ángel Pagán (PUR)  | Pierre St.-Jean (CAN)    |
| Cáli 1971 (Desenvolvimento) | Juan Curbelo (CUB)       | Mike Karchut (USA)        | Víctor Ángel Pagán (PUR) |
| Cáli 1971 (Arranque)        | Mike Karchut (USA)       | Juan Curbelo (CUB)        | Víctor Ángel Pagán (PUR) |
| Cáli 1971 (Arremesso)       | Mike Karchut (USA)       | Juan Curbelo (CUB)        | Luiz de Almeida (BRA)    |
| Cáli 1971 (Total)           | Mike Karchut (USA)       | Juan Curbelo (CUB)        | Víctor Ángel Pagán (PUR) |
| Cidade do México 1975       | Lee James (USA)          | Abel López (CUB)          | Pablo Justiniani (PAN)   |
| San Juan 1979               | Julio Echenique (CUB)    | Thomas Hirtz (USA)        | Ricardo Sequera (VEN)    |
| Caracas 1983                | Enrique Sabari (CUB)     | David Muñoz (MEX)         | Gilles Poirier (CAN)     |
| Indianápolis 1987           | Pedro Rodriguez (CUB)    | William Letriz (PUR)      | Guy Greavette (CAN)      |
| Havana 1991                 | Emilio Lara (CUB)        | Julio Luna (VEN)          | Dean Goad (USA)          |
| Mar del Plata 1995          | Julio Luna (VEN)         | Eduardo Moreno (CUB)      | Erlyn Mena (COL)         |
| Winnipeg 1999               | Álvaro Velasco (COL)     | José Llerena (ECU)        | Tim McRae (USA)          |
| Santo Domingo 2003          | Héctor Ballesteros (COL) | Yomandrys Hernández (CUB) | José Oliver Ruiz (COL)   |
| Rio 2007                    | José Oliver Ruiz (COL)   | Jadier Valladares (CUB)   | Herbys Márquez (VEN)     |
| Guadalajara 2011            | Yoelmis Hernández (CUB)  | Carlos Andica (COL)       | Kendrick Farris (USA)    |
| Toronto 2015                | Yoelmis Hernández (CUB)  | Yadier Nuñez (CUB)        | Juan Ruiz Morelos (COL)  |

### Peso meio-pesado
- –90 kg (1955–1991)
- –91 kg (1995)
- –94 kg (1999–2015)
- –96 kg (2019)

| Jogos                       | Ouro                      | Prata                  | Bronze                    |
| --------------------------- | ------------------------- | ---------------------- | ------------------------- |
| Cidade do México 1955       | Dave Sheppard (USA)       | Bruno Barabani (BRA)   | Carlos Seigelshifer (ARG) |
| Chicago 1959                | Clyde Emrich (USA)        | Philome Laguerre (HAI) | Adolph Williams           |
| São Paulo 1963              | Bill March (USA)          | José Flores (AHO)      | John Lewis (CAN)          |
| Winnipeg 1967               | Phil Grippaldi (USA)      | Paul Bjarnason (CAN)   | Andrés Martínez (CUB)     |
| Cáli 1971 (Desenvolvimento) | Phil Grippaldi (USA)      | Fortunato Rijna (AHO)  | Juan Benavides (CUB)      |
| Cáli 1971 (Arranque)        | Rick Holbrook (USA)       | Phil Grippaldi (USA)   | Wayne Wilson (CAN)        |
| Cáli 1971 (Arremesso)       | Rick Holbrook (USA)       | Phil Grippaldi (USA)   | Wayne Wilson (CAN)        |
| Cáli 1971 (Total)           | Phil Grippaldi (USA)      | Rick Holbrook (USA)    | Wayne Wilson (CAN)        |
| Cidade do México 1975       | Phil Grippaldi (USA)      | Alberto Blanco (CUB)   | Frank Capsouras (USA)     |
| San Juan 1979               | Daniel Zayas (CUB)        | Terry Hadlow (CAN)     | Nelson Carvalho (BRA)     |
| Caracas 1983                | Ciro Ibáñez (CUB)         | Mario Parente (CAN)    | Jaime Molina (PER)        |
| Indianápolis 1987           | Omar Semanat (CUB)        | Gill Paramjit (CAN)    | Tommy Calandro (USA)      |
| Havana 1991                 | Pedro Rodríguez (CUB)     | Brett Brian (USA)      | Paul Flescher (USA)       |
| Mar del Plata 1995          | Carlos Hernández (CUB)    | Darío Lecman (ARG)     | Tom Gough (USA)           |
| Winnipeg 1999               | Carlos Hernández (CUB)    | Darío Lecman (ARG)     | Julio Luna (VEN)          |
| Santo Domingo 2003          | Julio Luna (VEN)          | Darío Lecman (ARG)     | Jairo Cossio (COL)        |
| Rio 2007                    | Yomandrys Hernández (CUB) | Julio Luna (VEN)       | Herman Torres (COL)       |
| Guadalajara 2011            | Javier Venega (CUB)       | Herbys Márquez (VEN)   | Eduardo Guadamud (ECU)    |
| Toronto 2015                | Kendrick Farris (USA)     | Norik Vardanian (USA)  | Javier Vanega (CUB)       |
| Lima 2019                   | Jhonatan Rivas (COL)      | Boady Santavy (CAN)    | Keydomar Vallenilla (VEN) |

### Peso sub-pesado
- –100 kg (1979–1991)
- –99 kg (1995)

| Jogos              | Ouro                    | Prata                    | Bronze               |
| ------------------ | ----------------------- | ------------------------ | -------------------- |
| San Juan 1979      | Alberto Blanco (CUB)    | Guy Carlton (USA)        | Jacques Oliger (CHI) |
| Caracas 1983       | Michael Davis (USA)     | José Miguel Guzman (DOM) | nenhum               |
| Indianápolis 1987  | Denis Garon (CAN)       | Ken Clark (USA)          | Brett Brian (USA)    |
| Havana 1991        | Omar Semanat (CUB)      | Wes Barnett (USA)        | Edmilson Silva (BRA) |
| Mar del Plata 1995 | Alexander Fonseca (CUB) | Claudio Henschke (ARG)   | Peter Kelley (USA)   |

### Peso-pesado
- +90 kg (1951–1967)
- –110 kg (1971–1975)
- –110 kg (1979–1991)
- –108 kg (1995)
- –105 kg (1999–2015)
- –109 kg (2019)
- –102 kg (2023)

| Jogos                       | Ouro                     | Prata                      | Bronze                  |
| --------------------------- | ------------------------ | -------------------------- | ----------------------- |
| Buenos Aires 1951           | John Davis (USA)         | Lennox Kilgour (TRI)       | Norberto Ferreira (ARG) |
| Cidade do México 1955       | Norbert Schemansky (USA) | Humberto Selvetti (ARG)    | Bèto Adriana (AHO)      |
| Chicago 1959                | Dave Ashman (USA)        | Humberto Selvetti (ARG)    | Bèto Adriana (AHO)      |
| São Paulo 1963              | Sydney Henry (USA)       | Brandon Bailey (TRI)       | Bèto Adriana (AHO)      |
| Winnipeg 1967               | Joseph Dube (USA)        | Ernesto Varona (CUB)       | Brandon Bailey (TRI)    |
| Cáli 1971 (Desenvolvimento) | Robert Kemper (USA)      | Gary Deal (USA)            | Thamer Chaim (BRA)      |
| Cáli 1971 (Arranque)        | Gary Deal (USA)          | Robert Kemper (USA)        | Thamer Chaim (BRA)      |
| Cáli 1971 (Arremesso)       | Robert Kemper (USA)      | Gary Deal (USA)            | Thamer Chaim (BRA)      |
| Cáli 1971 (Total)           | Gary Deal (USA)          | Robert Kemper (USA)        | Thamer Chaim (BRA)      |
| Cidade do México 1975       | Russ Prior (CAN)         | Mark Cameron (USA)         | Robert Santavy (CAN)    |
| San Juan 1979               | Mark Cameron (USA)       | Javier González (CUB)      | Charles Nootens (USA)   |
| Caracas 1983                | Kevin Roy (CAN)          | Rolando Villamil (PAN)     | Calvin Stamp (JAM)      |
| Indianápolis 1987           | David Bolduc (CAN)       | Rich Schutz (USA)          | Robert Jones (USA)      |
| Havana 1991                 | Ernesto Montoya (CUB)    | Rich Schutz (USA)          | Humberto Gómez (COL)    |
| Mar del Plata 1995          | Wes Barnett (USA)        | Osvaldo Bango (CUB)        | Pedro Marin (VEN)       |
| Winnipeg 1999               | Boris Burov (ECU)        | Michel Batista (CUB)       | Wes Barnett (USA)       |
| Santo Domingo 2003          | Boris Burov (ECU)        | Michel Batista (CUB)       | William Solís (COL)     |
| Rio 2007                    | Joel Mackenzie (CUB)     | Pedro Stetsiuk (ARG)       | Damian Abbiate (ARG)    |
| Guadalajara 2011            | Jorge Arroyo (ECU)       | Julio Luna (VEN)           | Donald Shankle (USA)    |
| Toronto 2015                | Jesús González (VEN)     | Mateus Machado (BRA)       | Jorge Arroyo (ECU)      |
| Lima 2019                   | Wesley Kitts (USA)       | Jesús González (VEN)       | Jorge Arroyo (ECU)      |
| Santiago 2023               | Jhonatan Rivas (COL)     | Juan Carlos Zaldívar (CUB) | Jhohan Sanguino (VEN)   |

### Peso superpesado
- +110 kg (1971–1991)
- +108 kg (1995)
- +105 kg (1999–2015)
- +109 kg (2019)
- +102 kg (2023)

| Jogos                       | Ouro                     | Prata                    | Bronze                   |
| --------------------------- | ------------------------ | ------------------------ | ------------------------ |
| Cáli 1971 (Desenvolvimento) | Ken Patera (USA)         | Fernando Bernal (CUB)    | Price Morris (CAN)       |
| Cáli 1971 (Arranque)        | Ken Patera (USA)         | Fernando Bernal (CUB)    | Price Morris (CAN)       |
| Cáli 1971 (Arremesso)       | Ken Patera (USA)         | Fernando Bernal (CUB)    | Price Morris (CAN)       |
| Cáli 1971 (Total)           | Ken Patera (USA)         | Fernando Bernal (CUB)    | Price Morris (CAN)       |
| Cidade do México 1975       | Gerardo Fernández (CUB)  | Bruce Wilhelm (USA)      | Fernando Bernal (CUB)    |
| San Juan 1979               | Thomas Stock (USA)       | Marc Cardinal (CAN)      | Jorge Gadala María (ESA) |
| Caracas 1983                | Reynaldo Chávez (CUB)    | William Boyd (JAM)       | nenhum                   |
| Indianápolis 1987           | Mario Martinez (USA)     | John Bergman (USA)       | Calvin Stamp (JAM)       |
| Havana 1991                 | Ernesto Aguero (CUB)     | Mario Martinez (USA)     | Jeff Michels (USA)       |
| Mar del Plata 1995          | Modesto Sánchez (CUB)    | Mark Henry (USA)         | Mario Martinez (USA)     |
| Winnipeg 1999               | Shane Hamman (USA)       | Cristián Escalante (CHI) | Modesto Sanchez (CUB)    |
| Santo Domingo 2003          | Hidelgar Morillo (VEN)   | Cristián Escalante (CHI) | Plaiter Reyes (DOM)      |
| Rio 2007                    | Cristián Escalante (CHI) | Casey Burgener (USA)     | Víctor Heredia (VEN)     |
| Guadalajara 2011            | Fernando Reis (BRA)      | Yoel Morales (VEN)       | George Kobaladze (CAN)   |
| Toronto 2015                | Fernando Reis (BRA)      | George Kobaladze (CAN)   | Fernando Salas (ECU)     |
| Lima 2019                   | Fernando Reis (BRA)      | Luis Lauret (CUB)        | Raúl Manríquez (MEX)     |
| Santiago 2023               | Rafael Cerro (COL)       | Keiser Witte (USA)       | Dixon Arroyo (ECU)       |

## Feminino

### Peso-mosca
- –48 kg (1999–2015)
- –49 kg (2019–2023)

| Jogos              | Ouro                    | Prata                        | Bronze                       |
| ------------------ | ----------------------- | ---------------------------- | ---------------------------- |
| Winnipeg 1999      | Tara Nott (USA)         | Leddy Zuluaga (COL)          | Guillermina Candelario (DOM) |
| Santo Domingo 2003 | Tara Nott (USA)         | Guillermina Candelario (DOM) | Remigia Arcila (VEN)         |
| Rio 2007           | Carolina Valencia (MEX) | Betsi Rivas (VEN)            | Guillermina Candelario (DOM) |
| Guadalajara 2011   | Lely Burgos (PUR)       | Betsi Rivas (VEN)            | Katherine Mercado (COL)      |
| Toronto 2015       | Cándida Vásquez (DOM)   | Ana Iris Segura (COL)        | Beatriz Pirón (DOM)          |
| Lima 2019          | Beatriz Pirón (DOM)     | Ana Iris Segura (COL)        | Santa Cotes (DOM)            |
| Santiago 2023      | Dahiana Ortiz (DOM)     | Katherin Echandia (VEN)      | Beatriz Pirón (DOM)          |

### Peso-pena
- –53 kg (1999–2015)
- –55 kg (2019)

| Jogos              | Ouro                     | Prata                    | Bronze                   |
| ------------------ | ------------------------ | ------------------------ | ------------------------ |
| Winnipeg 1999      | Robin Goad (USA)         | Nancy Maneiro (VEN)      | Luz Gallego (COL)        |
| Santo Domingo 2003 | Mabel Mosquera (COL)     | Yuderqui Contreras (DOM) | Wendy Amparo (DOM)       |
| Rio 2007           | Yuderqui Contreras (DOM) | Ana Margot Lemos (COL)   | Melanie Roach (USA)      |
| Guadalajara 2011   | Yuderqui Contreras (DOM) | Inmara Henríquez (VEN)   | Francia Peñuñuri (MEX)   |
| Toronto 2015       | Rusmeris Villar (COL)    | Génesis Rodríguez (VEN)  | Yafreisy Silvestre (DOM) |
| Lima 2019          | Génesis Rodríguez (VEN)  | Yenny Sinisterra (COL)   | Ana López Ferrer (MEX)   |

### Peso-leve
- –58 kg (1999–2015)
- –59 kg (2019–2023)

| Jogos              | Ouro                    | Prata                   | Bronze                        |
| ------------------ | ----------------------- | ----------------------- | ----------------------------- |
| Winnipeg 1999      | Maryse Turcotte (CAN)   | Nancy Niro (CAN)        | Soraya Jiménez (MEX)          |
| Santo Domingo 2003 | Alexandra Escobar (ECU) | Soraya Jiménez (MEX)    | Gretty Lugo (VEN)             |
| Rio 2007           | Alexandra Escobar (ECU) | Rusmeris Villar (COL)   | María Cecilia Floriddia (ARG) |
| Guadalajara 2011   | Alexandra Escobar (ECU) | Jackelina Heredia (COL) | Lina Rivas (COL)              |
| Toronto 2015       | Lina Rivas (COL)        | Yusleidy Figueroa (VEN) | Quisia Guicho (MEX)           |
| Lima 2019          | María Lobón (COL)       | Alexandra Escobar (ECU) | Yusleidy Figueroa (VEN)       |
| Santiago 2023      | Yenny Álvarez (COL)     | Maude Charron (CAN)     | Anyelin Venegas (VEN)         |

### Peso-médio
- –63 kg (1999–2015)
- –64 kg (2019)

| Jogos              | Ouro                   | Prata                   | Bronze                        |
| ------------------ | ---------------------- | ----------------------- | ----------------------------- |
| Winnipeg 1999      | Meil McGerrigle (CAN)  | Alejandra Perea (COL)   | Sención Quezada (DOM)         |
| Santo Domingo 2003 | Ubaldina Valoyes (COL) | Solenny Villasmil (VEN) | Luz Mercedes (MEX)            |
| Rio 2007           | Leydi Solís (COL)      | Christine Girard (CAN)  | Natalie Woolfolk (USA)        |
| Guadalajara 2011   | Christine Girard (CAN) | Nisida Palomeque (COL)  | Luz Acosta (MEX)              |
| Toronto 2015       | Mercedes Pérez (COL)   | Marina Rodríguez (CUB)  | Bruna Nascimento Piloto (BRA) |
| Lima 2019          | Mercedes Pérez (COL)   | Mattie Sasser (USA)     | Angie Palacios (ECU)          |

### Peso pesado-ligeiro
- –69 kg (1999–2015)
- –76 kg (2019)
- –71 kg (2023)

| Jogos              | Ouro                 | Prata                   | Bronze                 |
| ------------------ | -------------------- | ----------------------- | ---------------------- |
| Winnipeg 1999      | Lea Foreman (USA)    | Miosotis Heredia (DOM)  | Eva María Dimas (ESA)  |
| Santo Domingo 2003 | Tulia Medina (COL)   | Eva María Dimas (ESA)   | Miosotis Heredia (DOM) |
| Rio 2007           | Tulia Medina (COL)   | Cinthya Domínguez (MEX) | Vanessa Nuñez (VEN)    |
| Guadalajara 2011   | Mercedes Pérez (COL) | Cinthya Domínguez (MEX) | Aremi Fuentes (MEX)    |
| Toronto 2015       | Leydi Solís (COL)    | Neisi Dajomes (ECU)     | Aremi Fuentes (MEX)    |
| Lima 2019          | Neisi Dajomes (ECU)  | Aremi Fuentes (MEX)     | Katherine Nye (USA)    |
| Santiago 2023      | Angie Palacios (ECU) | Mari Sánchez (COL)      | Meredith Alwine (USA)  |

### Peso-pesado
- –75 kg (1999–2015)
- –87 kg (2019)
- –81 kg (2023)

| Jogos              | Ouro                        | Prata                       | Bronze                   |
| ------------------ | --------------------------- | --------------------------- | ------------------------ |
| Winnipeg 1999      | Wanda Rijo (DOM)            | Cara Heads (USA)            | Jeane Lassen (CAN)       |
| Santo Domingo 2003 | Wanda Rijo (DOM)            | Nora Köppel (ARG)           | Raquel López (VEN)       |
| Rio 2007           | Ubaldina Valoyes (COL)      | Damaris Aguirre (MEX)       | Eva Dimas (ESA)          |
| Guadalajara 2011   | Ubaldina Valoyes (COL)      | María Fernanda Valdés (CHI) | María Alvarez (VEN)      |
| Toronto 2015       | Ubaldina Valoyes (COL)      | María Fernanda Valdés (CHI) | Jaqueline Ferreira (BRA) |
| Lima 2019          | María Fernanda Valdés (CHI) | Crismery Santana (DOM)      | Tamara Salazar (ECU)     |
| Santiago 2023      | Olivia Reeves (USA)         | Yudelina Mejía (DOM)        | Laura Amaro (BRA)        |

### Peso superpesado
- +75 kg (1999–2015)
- +87 kg (2019)
- +81 kg (2023)

| Jogos              | Ouro                      | Prata                      | Bronze                 |
| ------------------ | ------------------------- | -------------------------- | ---------------------- |
| Winnipeg 1999      | Cheryl Haworth (USA)      | María Isabel Urrutia (COL) | Carmenza Delgado (COL) |
| Santo Domingo 2003 | Carmenza Delgado (COL)    | Oliba Nieve (ECU)          | María Carvajal (DOM)   |
| Rio 2007           | Oliba Nieve (ECU)         | Emmy Vargas (USA)          | Yinely Burgos (DOM)    |
| Guadalajara 2011   | Oliba Nieve (ECU)         | Yaniuska Espinosa (VEN)    | Tania Mascorro (MEX)   |
| Toronto 2015       | Yaniuska Espinosa (VEN)   | Naryury Pérez (VEN)        | Oliba Nieve (ECU)      |
| Lima 2019          | Sarah Robles (USA)        | Verónica Saladín (DOM)     | Lisseth Ayoví (ECU)    |
| Santiago 2023      | Mary Theisen-Lappen (USA) | Lisseth Ayoví (ECU)        | Crismery Santana (DOM) |